# Paschal Beverly Randolph
Paschal Beverly Randolph (8. října 1825, New York – 29. července 1875, Toledo, Ohio) byl americký spisovatel, esoterik a spiritualista významný především dílem na téma sexuální magie a založením prvních rosekruciánských organizací ve Spojených státech. Jeho dílo významně ovlivnilo učení magického řádu Ordo Templi Orientis.
Paschal Beverly Randolph je označován za mulata či Afroameričana a přesné okolnosti jeho narození a raného života jsou neznámé. Svoji matku, Floru Beverly, označoval jednou za malgašskou princeznu a jindy zase za rodilou Američanku z Vermontu. Za svého otce při jedné příležitosti označil Edmunda Randolpha, guvernéra Virginie, který však zemřel již v roce 1813. J. P. Deveney jej označuje za chudé nemanželské dítě, které vyrůstalo na ulici a jemuž se dostalo jen minimálního vzdělání.
V dospělosti byl znám jako řečník, politik a spisovatel a po roce 1848 se začal věnovat módnímu spiritualismu a vystupoval jako obránce ženských práv a odpůrce otroctví. Po roce 1855 si však počal uvědomovat limity spiritualismu a pokusil se spáchat sebevraždu. V letech 1857–1858 a 1961–1962 se vydal na cesty do Evropy a na Blízký východ, kde působil jako médium a věnoval se poznávání místního esoterismu. Seznámil se tak s mesmerismem, rosenkruciánstvím, krystalomantií a magickými zrcadly, theosofickou spekulací, evropskou magií a užitím psychoaktivních látek jako je hašiš, durman nebo opium. Na svých cestách se měl setkat s okultisty jako byli například Edward Bulwer-Lytton, Hargrave Jennings nebo Dupotet de Sennevoy. Ústřední místo pak v jeho učení zaujímalo především rosekruciánské bratrstvo, které chápal jako složené jak z lidských nad mimolidských mistrů. Taktéž se měl setkat s komunitou zvanou Ansairee, tedy alavity, od kterých odvozoval původ své sexuální magie.
Po návratu z druhé cesty Randolph počal zakládat rosekruciánské skupiny, které krátce nato zanikaly, ale které později daly inspiraci ke vzniku Hermetického bratrstva Luxoru v 70. letech 19. století. Od roku 1865 se věnoval v Bostonu lékařské praxi, specializované na pohlavní choroby, a téhož roku založil School of Clairvoyance „Školu jasnozření“. Při velkém požáru v Bostonu roku 1872 přišel o veškerý majetek a přestěhoval se do Toleda v Ohiu.